# WSP (bromsar)
WSP, Wheel Slide Protection, är en beteckning för låsningsfria bromsar. Det är ett uttryck som används främst inom tågindustrin.